# Lycoriella rubustispina
Lycoriella rubustispina är en tvåvingeart som beskrevs av Yang, Zhang och Yang 1998. Lycoriella rubustispina ingår i släktet Lycoriella och familjen sorgmyggor. Inga underarter finns listade i Catalogue of Life.